# Glaciar Planchón Nevado
El glaciar Planchón Nevado es una superficie glaciaria ubicada en el departamento Cushamen en el noroeste de la provincia del Chubut, Argentina. Se ubica a unos 2000 m s. n. m. rodeado de cumbres nevadas y posee una superficie de 4,65 km². La línea de firn o de equilibrio se ubica a unos 1780 m s. n. m.

## Características
El glaciar es el lugar de nacimiento del río Tigre que pertenece a la cuenca del río Futaleufú, que a través del río Yelcho, desagua a través del territorio chileno en el océano Pacífico. Se ubica cerca de la frontera con Chile y cerca del cerro Dos Picos. Es el glaciar más grande e importante de dicha cuenca y posee un lago proglacial.
El cerro Dos Picos y el cercano cerro Bellaco están como unidos hacia el noroeste por el glaciar que tiene un pico importante denominado "Premolar" de 2330 m s. n. m.
Debido al cambio climático, el glaciar perdió 16% de su superficie entre 1987 y 2007.